# Taporos
Los taporos (en latín, TAPOLI) fueron un pueblo ibérico prerromano del tronco de los Lusitanos. Vivían al norte del Tajo, en la zona fronteriza actual de España y Portugal. La llegada de los romanos supuso el fin de esta civilización.